# Margraten
Margraten  è una località olandese situata nella provincia del Limburgo. Il comune autonomo, dal 1º gennaio 2011 si è fuso con quello di Margraten per formare il nuovo comune di Eijsden-Margraten.

## Geografia antropica

### Frazioni
| N. | Frazione       | Abitanti (2005) |
| -- | -------------- | --------------- |
| 1  | Banholt        | 1038            |
| 2  | Bemelen        | 594             |
| 3  | Cadier en Keer | 3657            |
| 4  | Eckelrade      | 578             |
| 5  | Margraten      | 3815            |
| 6  | Mheer          | 949             |
| 7  | Noorbeek       | 1133            |
| 8  | Scheulder      | 347             |
| 9  | Sint Geertruid | 1386            |